# Čestín (zámek)
Čestín je zámek ve stejnojmenné vesnici jihozápadně od Kutné Hory ve Středočeském kraji. Jeho předchůdcem byla gotická tvrz založená nejspíše ve čtrnáctém století. Ve druhé polovině šestnáctého století ji Adam Slavata přestavěl v renesančním slohu. Po třicetileté válce význam sídla upadl a zámek začal chátrat, až byl na začátku devatenáctého století z větší části zbořen. Dochovala se z něj dvě křídla, která jsou chráněna jako kulturní památka.

## Historie
Prvním panským sídlem v Čestíně bývala tvrz, doložená v písemných pramenech k roku 1389, kdy patřila Zbyňkovi z Čestína. Jeho předkové však vesnici vlastnili nejméně od roku 1318. Zbyněk byl od roku 1360 čestínským farářem a statek zdědil po svém bratru Ahníkovi. V roce 1389 zřídil čtyři kaplanství, přičemž kaplanství u oltáře Nejsvětější Trojice daroval mimo jiné čestínskou tvrz s poplužním dvorem. Později mu chybělo dostatečně pevné a reprezentativní sídlo, a proto roku 1403 tvrz se dvorem získal zpět výměnou za plat ve výši čtyř kop grošů z Kněžic. Poté, co proti tomu však ještě téhož roku protestoval oltářník Bohuslav, církevní soud převod zrušil. Zbyněk zemřel nejspíše v roce 1413.
Zbyňkovým dědicem se stal jeho příbuzný Prokop ze Soběšína, který se hned na začátku husitských válek přiklonil na stranu husitů a po roce 1420 zrušil všechna kaplanství, Zbyňkem věnované platy a obsadil tvrz. Prokopův potomek Michal se oženil s Dorotou z Holohlav, vdovou po Burianovi Trčkovi z Lípy, které Čestín odkázal. Po manželově smrti se Dorota potřetí vdala, a to za Slavatu z Chlumu, a Čestín před rokem 1486 převedla na manžela. Nový majitel však v Čestíně nebydlel a tvrz spravovali purkrabí, jimiž byli Václav z Říčan (1510) nebo Jakub ze Zdebuzevsi (1513). Před Michalovou smrtí na tvrzi sídlil Matěj z Ostrova, který dostával platy z Čestína a Talmberka. Michal Čestín roku 1533 odkázal své sestře Markétě a jejímu manželovi Haškovi Zvířetickému z Vartenberka s podmínkou, že po vymření jejich rodu bude vrácen zpět Slavatům. Manželé měli syny Zdislava a Michala Slavatu, z nichž Čestín zdědil Zdislav, zatímco Michal Slavata dostal Sobčice. Zdislav zemřel mezi lety 1558–1560 a tvrz poté krátkou dobu spravovala Anna Zvířetická z Lukavce, nicméně oprávněným dědicem byl Diviš Slavata († 1575)
V roce 1572 na čestínské tvrzi pobýval Divišův syn Adam, kterému se zde narodil Vilém Slavata z Chlumu a Košumberka, ale i další synové. Po otcově smrti v roce 1575 Adam Slavata čestínský statek zdědil a starou tvrz v letech 1575–1585 přestavěl na renesanční zámek. Adamovy příjmy nestačily pokrývat jeho nákladný životní styl. Vzhledem k rostoucím dluhům byl nucen Čestín roku 1594 prodat Vilémovi z Grumpachu. Po čtyřech letech získal statek zpět, ale v roce 1601 jej definitivně prodal Karlu Mazancovi z Frymburka a odstěhoval se do Kutné Hory. Ke statku kromě zámku patřilo osm vesnic.
Od Karla Mazance panství v roce 1616 koupil Ladislav Hrobčický z Hrobčic, který se v té době oženil s mnohem mladší Polyxenou z Kalenic, které věnoval podíl na čestínském statku. Za účast na stavovském povstání v letech 1618–1620 byl Ladislav odsouzen ke konfiskaci třetiny majetku. Zemřel ještě předtím, než byla konfiskace provedena, ale statek byl roku 1623 prodán Johaně Kuně z Kunovic, rozené z Lipé. Johana brzy poté zemřela, aniž by za panství zaplatila. Toho nebyl schopen ani její dědic a bratr Volf z Dubé, ani Markéta z Talmberka, která statek získala po Volfovi.
V roce 1627 tak čestínský statek znovu připadl do správy královské komory a o dva roky později jej koupil Albrecht Libštejnský z Kolovrat. Statek byl ve špatném stavu, protože jej vydrancovali vojáci některé z válčících stran třicetileté války. Dne 9. prosince 1630 jej od Albrechta koupil Jáchym z Rungen za třináct tisíc zlatých. Vlastnil ho jen do roku 1641, kdy Čestín koupila Kateřina Skuhrovská, rozená z Kokořova, které patřil také Úmonín. Kateřina se v roce 1656 cestou do Úmonína utopila. Čestín po ní zdědila dcera Alžběta Kateřina Barbora, která se provdala za svobodného pána Hanuše Františka Kaisersteina. Roku 1665 Čestín prodala za devatenáct tisíc zlatých Adamu Ladislavovi z Věžník, který však nemohl domluvenou cenu zaplatit, a proto se jí statek po dvou letech vrátil. Podruhé jej roku 1668 prodala svobodnému pánovi Ferdinandu Šebestiánovi z Vernieru.
Novým majitelem panství, tvořeného zámkem a městečkem Čestín a dalšími sedmi vesnicemi, se v roce 1673 stal svobodný pán Jan Adalbert Freisleben. Jan Adalbert proti sobě svými robotními požadavky přetěžoval poddané, kteří se v roce 1680 připojili k selským bouřím. V Čáslavském kraji se vzbouřilo 900 sedláků, kteří přepadli čestínský zámek a Jana Adalberta zabili. Statek zdědily jeho dcery a vzápětí jej prodaly Marii Rosalii z Vernieru, rozené z Kambachu. Od ní jej v roce 1686 koupila Johana z Brunieru, rozená z Bonu († 1692). Její ovdovělý manžel František Hanibal z Brunieru statek držel do své smrti v roce 1699. Jeho nástupcem se stal Antonín Václav Miserona z Lisonu, který Čestín roku 1713 prodal hraběti Karlu Jáchymovi z Bredy. Nový majitel čestínský statek připojil ke kácovskému panství, u kterého zůstal až do zrušení patrimoniální správy.
Čestínský zámek už v sedmnáctém století chátral. Během osmnáctého století se jeho stav zhoršil natolik, že toskánský vévoda Ferdinand III., majitel kácovského panství, nechal část budov zbořit. Zároveň bylo strženo i opevnění, jehož poslední zbytky zmizely při terénních úpravách na začátku dvacátého století. Torzo zámku bylo upraveno k ubytování úředníků lesní správy, jejímž potřebám sloužilo i po zestátnění v roce 1918. Ve druhé polovině dvacátého století v části budovy sídlil místní národní výbor a zbytek sloužil jako kino, zdravotní středisko a byty.

## Stavební podoba
Původní gotická tvrz stála na ostrožně se strmými svahy a na straně směrem k vesnici ji chránilo opevnění tvořené příkopy a valy. Po renesanční přestavbě zámek získal podobu čtyřkřídlé jednopatrové budovy postavené okolo nádvoří rozděleného dalším příčným křídlem do dvou částí. Středním křídlem vedl průjezd se zdobeným portálem. Komunikaci mezi pokoji v přízemí i v patře umožňovaly nádvorní arkády. Renesanční opevnění se skládalo z obkloukovitě vedeného zdvojeného valu a příkopu.
Po demolicích v devatenáctém století ze zámku zůstalo stát jen severní křídlo a spojovací křídlo, které původně dělilo nádvoří. Arkády byly zazděny. Umělecky nejcennější částí stavby je renesanční portál a několik dochovaných okenních ostění. Areál byl později zastavěn řadou novodobých objektů, ale památkově chráněna je pouze budova zámku (čp. 2) a torzo opevnění.